# 1739 Meyermann
1739 Meyermann è un asteroide della fascia principale. Scoperto nel 1939, presenta un'orbita caratterizzata da un semiasse maggiore pari a 2,2611863 UA e da un'eccentricità di 0,1236660, inclinata di 3,40482° rispetto all'eclittica.
L'asteroide è dedicato all'astronomo Bruno Meyermann (1876-1963), ricercatore presso l'Osservatorio di Gottinga.